# Lubliniec
Lubliniec là một thị trấn thuộc hạt Lubliniec, tỉnh Silesian, miền nam Ba Lan. Từ năm 1975 - 1998, thị trấn nằm trong tỉnh Częstochowa, kể từ năm 1999 đến nay, nó thuộc quyền quản lý của tỉnh Silesian. Tổng diện tích của thị trấn là 89,8 km². Tính đến năm 2006, dân số của thị trấn là 24.229 người với mật độ 270 người/km².

## Lịch sử
Lubliniec được thành lập vào khoảng năm 1270 bởi công tước Władysław Piast của Opole. Từ đầu thế kỷ 13 đến thế kỷ 14, nó đã được con trai của Władysław và người kế vị Công tước Bolko I của Opole trao cho đặc quyền thị trấn theo Luật Magdeburg. Công tước Jan II của Opole đã trao cho công dân của thị trấn Lubliniec rất nhiều đặc quyền, trong đó bao gồm quyền sản xuất rượu bia cũng như giấy phép thành lập bang hội.
Từ năm 1526, thị trấn bị Gia tộc Habsburg của Áo chiếm đóng. Nó trở thành một phần của chế độ quân chủ Habsburg. Cho đến năm 1742, thị trấn bị vua Phổ Frederick Đại đế sáp nhập vào Silesian. Vào năm 1884, tuyến đường sắt đầu tiên được xây dựng ở thị trấn. Năm 1893, Lâu đài Lubliniec của thị trấn được chuyển đổi thành bệnh viện cho người nghèo và sau đó được chuyển thành một bệnh viện tâm thần vào năm 1895 - 1896. [1]
Sau Thế chiến I, theo một cuộc trưng cầu ý dân ở Silesian Thượng năm 1921, có tới 88% công dân Lublinitz đã bỏ phiếu để tiếp tục ở lại Đức. Tuy nhiên, sau khi Wojciech Korfanty khởi xướng cuộc nổi dậy ở Silesian từ ngôi làng Czarny Las gần đó, thị trấn đã được sáp nhập vào tỉnh Silesian của Cộng hòa Ba Lan thứ hai và trở thành một thị trấn biên giới. Năm 1939, một lần nữa thị trấn bị Đức Quốc xã chiếm đóng trong cuộc xâm lược Ba Lan. Vào tháng 1 năm 1945, khu vực này lại bị Hồng quân Liên Xô tái chiếm trong cuộc tấn công Vistula - Oder.

## Những nhân vật nổi tiếng xuất thân từ thị trấn

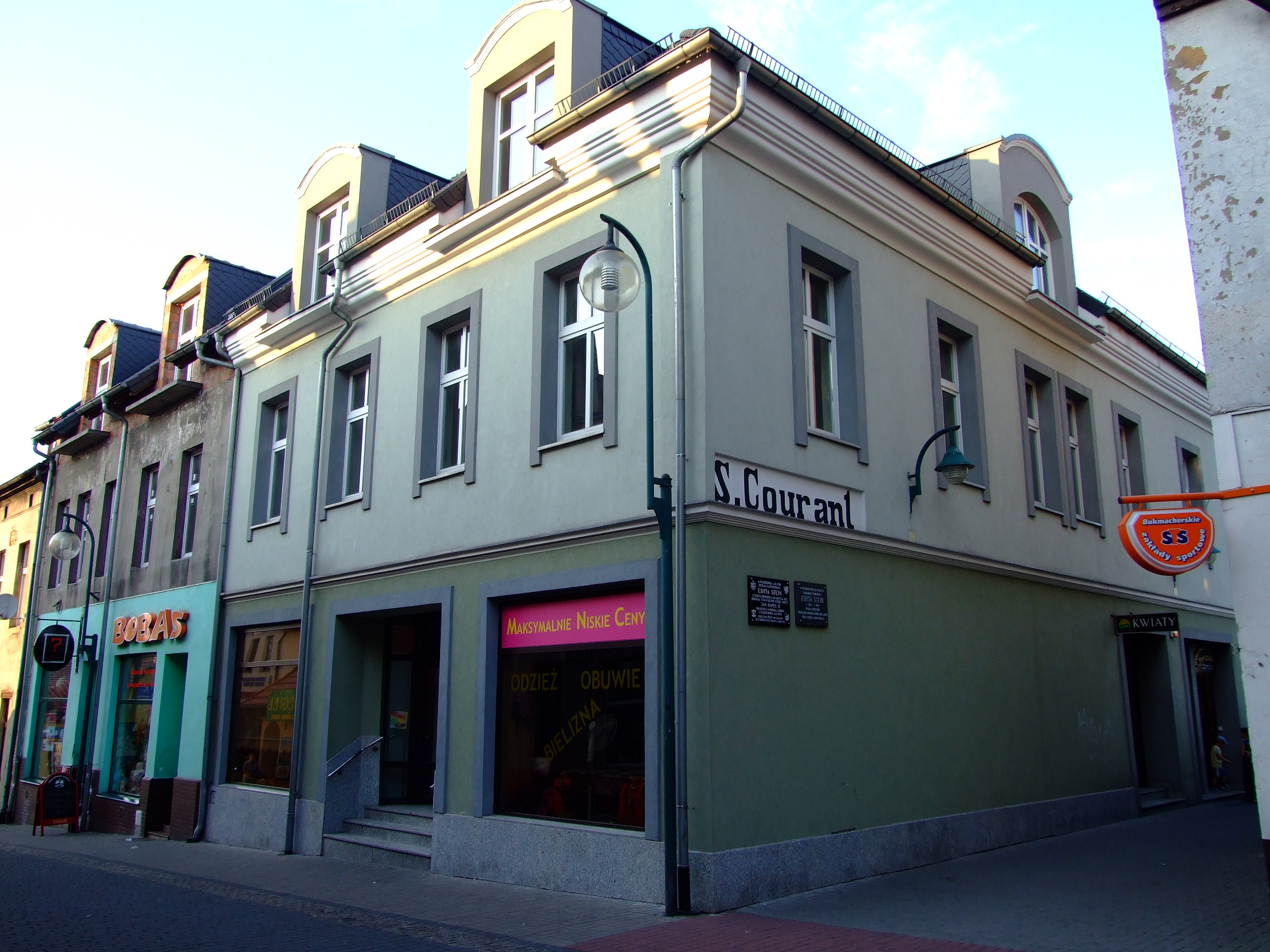
Ngôi nhà di sản của người Courant, ông bà của St Edith (Św. Edyta)

- Richard Courant (1888 - 1972) - nhà toán học
- Eva Gabriele Reichmann (1897 -1998) - nhà sử học
- Zygmunt Anczok (sinh năm 1946) - cầu thủ bóng đá
- Michael Kutzop (sinh năm 1955) - cầu thủ bóng đá
- Alexander Famulla (sinh năm 1960) - cầu thủ bóng đá
- Andrzej Grzesik (sinh năm 1967) - chính trị gia
- Anna wiątczak (sinh năm 1977) - ca sĩ nhạc pop
- Max Kolonko (sinh năm 1965) - nhà báo
- Thiếu tướng Roman Polko (sinh năm 1962) - từng phục vụ trong Trung đoàn đặc công số 1 Ba Lan tại Lubliniec.